# March CG891
March CG891 — гоночный автомобиль, разработанный под руководством Эдрианом Ньюи в March Engineering для участия в чемпионате Формулы-1 1989 года. Машина была эволюцией предыдущего болида команды — March 881. Гонщиками команды Leyton House March Racing Team в 1989 году были итальянец Иван Капелли и бразилец Маурисио Гужельмин.

## Конструкция
Разработка машины для следующего года началась во время сезона 1988 года. Одной из задач, стоящей при создании March CG891 для Эдриана Ньюи было смещение центра тяжести машины, которое бы позволило лучше проходить повороты. Помимо этого по сравнению с 881 шасси стало ещё более узким и более V-образным. Пилоты команды попросили сделать  кокпит длиннее, так как в 881 им приходилось сильно сгибать колени. После продувки модели машины в аэродинамической трубе показатель прижимной силы улучшился по сравнению с прошлогодним болидом.
Команда была довольна дизайном CG891, однако у машины возникли проблемы с надёжностью. Из-за смещения коробки передач к передней оси для доступа к шестерням пришлось разделить картер трансмиссии на две части: переднюю и заднюю. Стало ясно, что такое решение было ошибочным — вокруг картера появлялись трещины. Также новый двигатель компании Judd EV был не таким мощным как предполагалось. Также ошибочным конструктивным решением была установка топливного насоса на заднюю перегородку двигателя, из-за чего под нагрузкой от крепления мотора перегородка деформировалась и давила на насос. Из-за проблем и недоработок команда не успела подготовить новую машину к началу сезона 1989 и была вынуждена использовать прошлогоднюю March 881 в двух первых этапах.

## Сезон 1989
Дебют March CG891 произошёл в Монако. Гужельмин сошёл из-за проблем с двигателем, а Капелли приехал 11-м. В Мексике Капелли хорошо квалифицировался и стартовал с 4 места на стартовой решётке. По мнению Ньюи, это показало потенциал автомобиля. Однако гонка для команды оказалась провальной. Для улучшения аэродинамики команда вывела привод тормозов через поперечный рычаг подвески, но сварной шов внутри рычага
подвески повредил привод, что стало причиной утечки тормозной жидкости. CG891 была нестабильной и трудно управлялась, а гонщики жаловались на баланс машины. Команда пыталась выявить причину трудностей, однако, проведя дефляционные и торсионные тесты, так и не выявила проблему. Геометрия подвески CG891 была подобна той, что применялась на 881 и на трассе она вела себя как и в аэродинамической трубе. Распределение веса было таким же, как и в расчётах.
В США обе машины сошли с дистанции из-за поломок, в Канаде пилотам March снова не удалось добраться до финиша, неудачи продолжились и во Франции. В Великобритании техника снова подводит пилотов и они не финишируют, немецкий этап также провальный, в Венгрии неудачи продолжаются. Наконец, в Бельгии Гужельмину удаётся добраться до финиша, более того — сразу за очковой зоной, на 7 место; Капелли — 12-й.
К концу сезона команде удалось добиться от машины хоть какой-то надёжности, но всё ещё не было понятно, почему она осталась неконкурентоспособной. В последней трети сезона Гужельмин финишировал в гонках в Португалии, Японии и Австралии, но не смог бороться за очки. У Капелли дела складывались ещё хуже: ни в одной из оставшихся гонок он не смог финишировать.
Для работы над машиной следующего года Ньюи хотел разобраться в причинах неудач CG891. Опираясь на предположение, что команда построила автомобиль слишком чувствительным к изменению дорожного просвета, был сделан вывод, что если уменьшить чувствительность машины, то у команды будет больше шансов получить поведение шасси на трассе, как и по результатам тестов в аэродинамической трубе. По итогам тестов было ясно, что проблема осталась и Leyton House CG901 страдает теми же болезнями, что и March CG891.
Причина ошибок в конструкции CG891 и затем CG901 крылась в аэродинамической трубе в Саутгемптоне. К 1990 году только Leyton House Racing использовала эту трубу для продувки своих моделей. Из-за деформации элементов аэродинамической трубы она разгружала диффузор и привела команду к ошибочным расчётам и разработке более агрессивной формы, которая не работала на трассах. Столь агрессивный подход был обусловлен перемещением коробки передач, в 881, расположенной на задней оси, а на CG891 и CG901 — на передней.

## Результаты выступлений
| Легенда к таблице |                                                                    |
| --- | ------------------------------------------------------------------ |
| В таблице перечислены результаты всех Гран-при Формулы-1, в которых использовался автомобиль. Строками таблицы являются сезоны, столбцами — этапы чемпионата мира. В каждой клетке указаны сокращённое название этапа и результат, дополнительно обозначенный цветом. Расшифровка обозначений и цветов представлена в нижеследующей таблице. |                                                                    |
| \| Пример \| Описание \| \| ------------ \| ------------------------------------------------------------------ \| \| 1 \| Победитель \| \| 2 \| Второе место \| \| 3 \| Третье место \| \| 5 \| Финишировал, заработав очки \| \| Сход \| Не финишировал, но при этом заработал очки \| \| 12 \| Финишировал, не получив очков \| \| НКЛ \| Финишировал, но не попал в финальную классификацию \| \| 15 \| Участвовал вне зачёта, либо по отдельной классификации \| \| 18 \| Не финишировал, но попал в финальную классификацию \| \| Сход \| Не финишировал \| \| НКВ \| Не прошёл квалификацию \| \| НПКВ \| Не прошёл предквалификацию \| \| ДСК \| Дисквалифицирован \| \| ИСК \| Исключён из протокола соревнований \| \| ТТ \| Заявлен для участия только в тренировках \| \| НС \| Участвовал в квалификации, но не стартовал в гонке \| \| Т \| Травмирован или болен \| \| ОТК \| Отказ от участия \| \| НТР \| Прибыл на соревнования, но на трассу не выезжал \| \| НПР \| Был заявлен в числе участников, но не прибыл к началу соревнований \| \| О \| Соревнования отменены \| \| \| Не участвовал \| \| Поул-позиция \| \| \| Быстрый круг \| \| |                                                                    |
| Пример | Описание                                                           |
| 1 | Победитель                                                         |
| 2 | Второе место                                                       |
| 3 | Третье место                                                       |
| 5 | Финишировал, заработав очки                                        |
| Сход | Не финишировал, но при этом заработал очки                         |
| 12 | Финишировал, не получив очков                                      |
| НКЛ | Финишировал, но не попал в финальную классификацию                 |
| 15 | Участвовал вне зачёта, либо по отдельной классификации             |
| 18 | Не финишировал, но попал в финальную классификацию                 |
| Сход | Не финишировал                                                     |
| НКВ | Не прошёл квалификацию                                             |
| НПКВ | Не прошёл предквалификацию                                         |
| ДСК | Дисквалифицирован                                                  |
| ИСК | Исключён из протокола соревнований                                 |
| ТТ | Заявлен для участия только в тренировках                           |
| НС | Участвовал в квалификации, но не стартовал в гонке                 |
| Т | Травмирован или болен                                              |
| ОТК | Отказ от участия                                                   |
| НТР | Прибыл на соревнования, но на трассу не выезжал                    |
| НПР | Был заявлен в числе участников, но не прибыл к началу соревнований |
| О | Соревнования отменены                                              |
| | Не участвовал                                                      |
| Поул-позиция |                                                                    |
| Быстрый круг |                                                                    |

| Год       | Команда                        | Мотор          | Шины | Пилот     | 1   | 2   | 3    | 4    | 5    | 6    | 7    | 8    | 9    | 10   | 11  | 12   | 13   | 14   | 15   | 16   | Место | Очки |
| --------- | ------------------------------ | -------------- | ---- | --------- | --- | --- | ---- | ---- | ---- | ---- | ---- | ---- | ---- | ---- | --- | ---- | ---- | ---- | ---- | ---- | ----- | ---- |
| 1989      | Leyton House March Racing Team | Judd EV 3.5 V8 | G    |           | БРА | САН | МОН  | МЕК  | США  | КАН  | ФРА  | ВЕЛ  | ГЕР  | ВЕН  | БЕЛ | ИТА  | ПОР  | ИСП  | ЯПО  | АВС  | 12    | 4*   |
| 1989      | Leyton House March Racing Team | Judd EV 3.5 V8 | G    | Гужельмин |     |     | Сход | НКВ  | ДСК  | Сход | НКЛ  | Сход | Сход | Сход | 7   | Сход | 10   | Сход | 7    | 7    | 12    | 4*   |
| 1989      | Leyton House March Racing Team | Judd EV 3.5 V8 | G    | Капелли   |     |     | 11   | Сход | Сход | Сход | Сход | Сход | Сход | Сход | 12  | Сход | Сход | Сход | Сход | Сход | 12    | 4*   |
| Источник: |                                |                |      |           |     |     |      |      |      |      |      |      |      |      |     |      |      |      |      |      |       |      |

*Все 4 очка сезона 1989 года были завоёваны на March 881.